# Justiniano Prado Vásquez
Justiniano Máximo Prado Vásquez es un político peruano. Fue Consejero Regional de Pasco entre 2011 y 2014 y alcalde de la provincia de Daniel Alcides Carrión entre 1996 y 1998.
Nació en Yanahuanca, Perú, el 14 de abril de 1967. Cursó sus estudios primarios y secundarios en la ciudad de Yanahuanca. Desde 1979 ocupó diversos cargos administrativos en la dirección departamental Pasco del Ministerio de Transportes y Comunicaciones.
Su primera participación política se dio en las elecciones municipales de 1993 cuando fue candidato a alcalde de la provincia de Daniel Alcides Carrión. En las elecciones municipales de 1995 fue elegido como alcalde provincial de Daniel Alcides Carrión y tentó su reelección sin éxito en las elecciones de 1998, 2002 y 2006. Participó en las elecciones regionales del 2010 como candidato a consejero regional siendo elegido por la provincia de Daniel Alcides Carrión por la Alianza Regional Todos por Pasco.